# 艾胥利·托马斯
艾胥利·托马斯（英語：Ashley Thomas，1985年2月4日—），知名于藝名Bashy，是一位英格兰唱片艺人和演员。在2007年他的争议歌曲"Black Boys"发行后出名。他2011年在《黑鏡》的一集中首次演出电视。